# In Utero
In Utero är det amerikanska grungebandet Nirvanas tredje och sista studioalbum, släppt den 1 september 1993 via skivbolaget Geffen Records. Efter framgångarna med bandets tidigare album Nevermind ville Kurt Cobain göra ett mer extremt album med ett råare sound. Nirvana kontaktade därför Steve Albini, som hade sina rötter i noiserockbandet Big Black, för att se om han var intresserad av att producera albumet, vilket han var. Cobain, som skrev samtliga låtar på albumet, var imponerad av två av Albinis tidigare produktioner, Surfer Rosa av Pixies och Pod av The Breeders, och ville utnyttja Albinis teknik att fånga upp den naturliga atmosfären i inspelningsstudion med hjälp av flera olika mikrofoner utplacerade runt om i studion.
In Utero, som är latin för "i livmodern", gick från början under namnet I Hate Myself and I Want to Die och senare Verse Chorus Verse innan det slutligen bestämdes att albumet skulle heta just In Utero. Inspelningen av albumet skedde i februari 1993 i Pachyderm Studio i Cannon Falls, Minnesota och Nirvana och Albini satte själva en deadline på två veckor för inspelningen av In Utero. Albini ville undvika all sorts inblandning av skivbolaget DGC Records vid producerandet av albumet och föreslog därför att Nirvana själva skulle betala för inspelningssessionerna, vilket de gick med på. Efter att inspelningen och mixningen av albumet var färdigställda kände Cobain att han inte var helt nöjd med slutresultatet. Nirvana kontaktade därför producenten Scott Litt och mixade tillsammans med honom om låtarna "Heart-Shaped Box" och "All Apologies" i Bad Animals Studio i Seattle, Washington. Albini var kritisk till den nya mixningen av albumet och ansåg att slutproduktionen inte alls lät som den han och Nirvana hade spelat in tidigare.
När In Utero lanserades fick det främst positiva reaktioner även om vissa recensenter var kluvna till albumet. Recensionerna handlade främst om hur olika In Utero och Nevermind var och att det verkade beröra de problem Cobain hade med att hantera berömmelsen han fick i och med Nirvanas genombrott två år tidigare. Albumet har i efterhand benämnts både som Cobains självmordsbrev och hans svanesång eftersom han avled i april 1994, drygt ett halvår efter lanseringen av In Utero. Albumet nådde som bäst plats 1 i USA, Sverige och Storbritannien samt nådde upp på topp 10 i länder såsom Kanada, Australien, Finland och Norge. In Utero har certifierats för 6× platina i Kanada, 5× platina i USA och platina i Frankrike. I Sverige har albumet certifierats för guld. In Utero kom på plats 435 på Rolling Stones lista "The 500 Greatest Albums of All Time" och nominerades i kategorin Best Alternative Music Album vid Grammy Awards 1994. 2013, tjugo år efter albumets ursprungliga lansering, släpptes In Utero i en 20th Anniversary Edition, en 20th Anniversary Deluxe Edition och en 20th Anniversary Super Deluxe Edition innehållande flera tidigare outgivna låtar av Nirvana.

## Bakgrund
Nirvana (bestående av Kurt Cobain, Krist Novoselic och Dave Grohl) fick sitt genombrott med albumet Nevermind, som gavs ut 1991. Från början hade Geffen Records hoppats att Nevermind skulle sälja runt 250 000 exemplar, ungefär samma försäljningssiffror som skivbolaget haft med Sonic Youths album Goo. Geffen Records största förhoppningar var att om alla inblandade arbetade hårt kunde Nevermind möjligtvis nå upp till att bli certifierad guld i USA till september 1992. Dock sålde albumet över allas förväntningar och certifierades för både guld och platina i USA i november 1991 av Recording Industry Association of America och för diamant i mars 1999. Nevermind har sagts vara det album som gjorde alternativ rock till en mainstreamgenre i början av 1990-talet, men trots alla framgångar var Nirvana inte helt nöjda med albumet. De klagade särskilt över mixningen av Nevermind, vilken utfördes av Andy Wallace. Även om Nirvana hade tyckt om mixningen från början uttryckte de missnöje med den vid senare tillfällen då de ansåg den var alldeles för polerad. Cobain har sagt att när han såg tillbaka på Nevermind skämdes han över hur albumet lät och han tyckte att det lät mer som ett album Mötley Crüe hade kunnat släppa än som ett punkrockalbum.

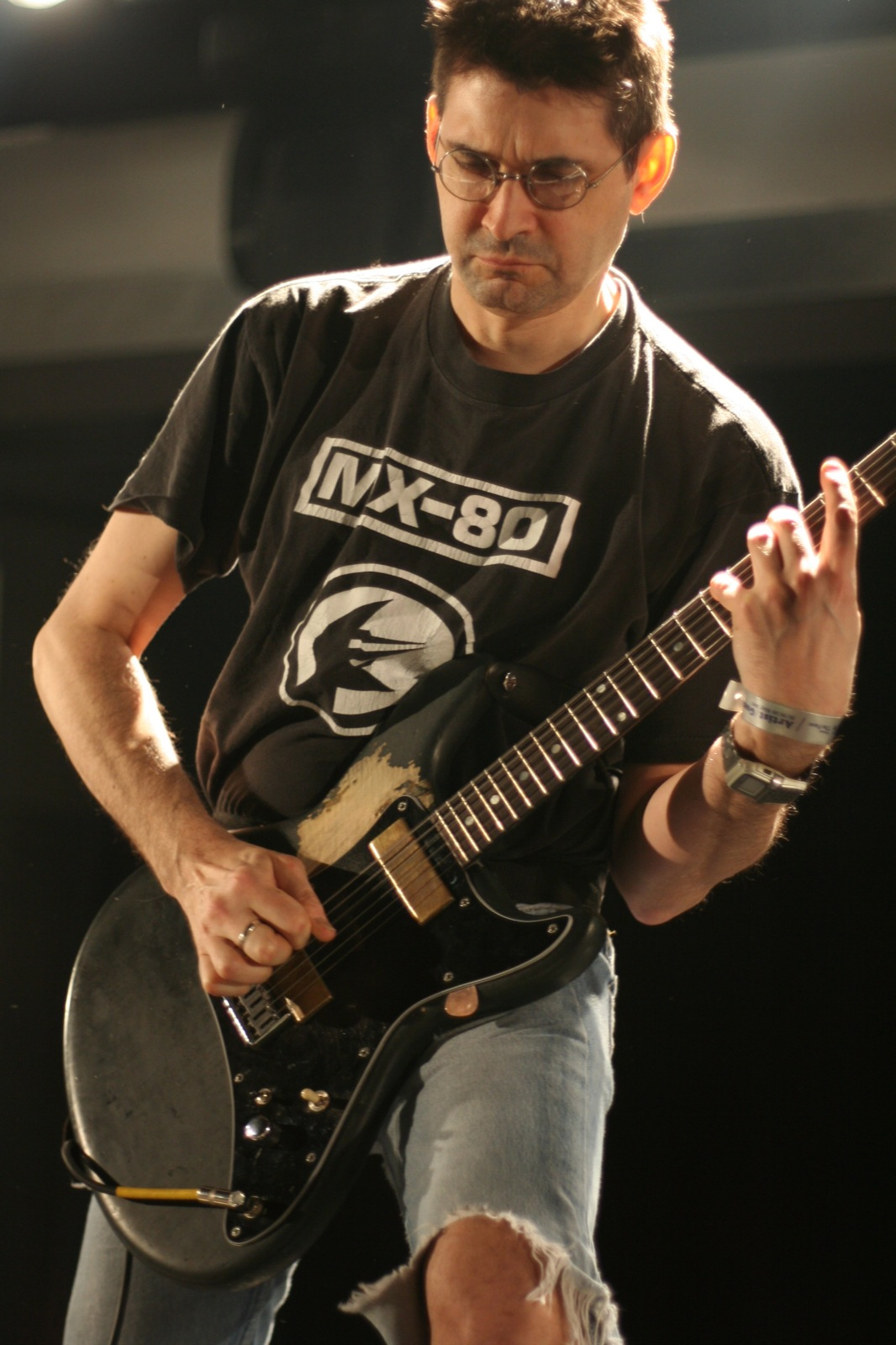
Steve Albini producerade In Utero.

Cobain sade i en intervju med Rolling Stone under våren 1992 att Nirvanas nästa album skulle bli mer "extremt" och att albumet skulle innehålla ett råare sound, men även låtar som skulle gränsa till att klassas som tuggummipop. Cobain nämnde även att albumet inte skulle vara lika endimensionellt som Nevermind och under en intervju senare samma år sade Cobain att han förväntade sig att Nirvana skulle förlora en hel del fans när de släppte sitt nya album. Cobain ville börja arbeta med det nya albumet redan under sommaren 1992, men då bandmedlemmarna bodde i olika städer vid tillfället hade de svårt att få ihop detta. Dessutom var Cobains fru Courtney Love gravid med deras dotter Frances Bean Cobain, vilket påverkade planeringen av albumet. Nirvanas skivbolag DGC Records hade hoppats att Nirvana skulle ha det nya albumet färdigt att lanseras till julhelgen 1992, men när de märkte att detta inte skulle vara möjligt bestämde de sig istället för att släppa samlingsalbumet Incesticide i december detta år.
I en intervju i juli 1992 sade Cobain att han var intresserad av att spela in det nya albumet tillsammans med Jack Endino (som tidigare hade arbetat med Nirvana på deras debutalbum Bleach) och Steve Albini (tidigare sångare i noiserockbandet Big Black). Cobain sade även att han efter inspelningarna skulle välja ut det bästa låtmaterialet och sätta ihop detta till Nirvanas nästa album. I oktober 1992 spelade bandet in några demolåtar under en inspelningssession med Endino i Seattle, Washington, där flera av dessa låtar senare skulle spelas in igen för det tredje studioalbumet. Alla dessa demolåtar var vid tillfället helt instrumentella utom "Rape Me" under vilken Cobain sjöng, sittande med sin nyfödda dotter Frances Bean i knäet. Nirvana valde inte Endino för att producera In Utero. Endino kom ihåg att bandet hade många diskussioner om de verkligen ville ha Albini som producent. Nirvana spelade in ytterligare demolåtar när de var på en turné i Brasilien i januari 1993. En av låtarna från denna inspelningssession var "Gallons of Rubbing Alcohol Flow Through the Strip" som släpptes som sista låten på albumet, men enbart på de utgåvor som trycktes utanför USA.
Till slut bestämde sig Nirvana för att ta in Albini som producent för In Utero eftersom han hade ett gott rykte inom indiegenren. Cobain har även sagt att de valde att arbeta med Albini eftersom han hade producerat två av Cobains favoritalbum: Surfer Rosa av Pixies och Pod av The Breeders. Inspirerad av dessa album ville Cobain utnyttja Albinis teknik att fånga upp den naturliga atmosfären i inspelningsstudion, vilket gjordes med hjälp av flera olika mikrofoner utplacerade runt om i studion. Detta var något Nirvanas föregående producenter hade varit motståndare till att försöka sig på. Flera månader innan Nirvana ens hade tagit kontakt med Albini cirkulerade det rykten om att han var påtänkt att producera In Utero. Albini tog då kontakt med den brittiska pressen och förklarade för dem att han inte hade någon som helst inblandning i produktionen av albumet, vilket skedde enbart några få dagar innan han officiellt blev tillfrågad att producera In Utero. Albini ansåg vid tillfället att Nirvana lät snarlikt R.E.M., fast med ett mer förvrängt ljud, och han tyckte även att bandet var ett praktexempel på det sound som kom från Seattle. Albini sade att han accepterade att arbeta med Nirvana eftersom han tyckte synd om dem och han förväntade sig att de skulle vara som vilka andra artister han arbetat med tidigare. Innan själva huvudinspelningen av In Utero påbörjades skickade Nirvana en demokassett med de låtar de tidigare spelat in i Brasilien till Albini och i gengäld skickade Albini ett exemplar av PJ Harveys album Rid of Me till Cobain, för att på så sätt ge honom en känsla för vad det var för sorts studio de skulle spela in albumet i.

## Inspelning och produktion
Nirvana och Albini satte själva en deadline på två veckor för inspelningen av In Utero. Albini ville undvika inblandning av DGC Records och föreslog att Nirvana skulle betala för inspelningssessionerna, vilket bandet gick med på. Inspelningskostnaderna uppgick till $24 000 medan Albini hade en fast avgift på $100 000 för sina tjänster. Albini vägrade ta emot royalties för albumet, trots att han blev rekommenderad att göra så då dessa uppgick till runt $500 000, eftersom han kände att detta hade varit omoraliskt och en förolämpning mot Nirvana.

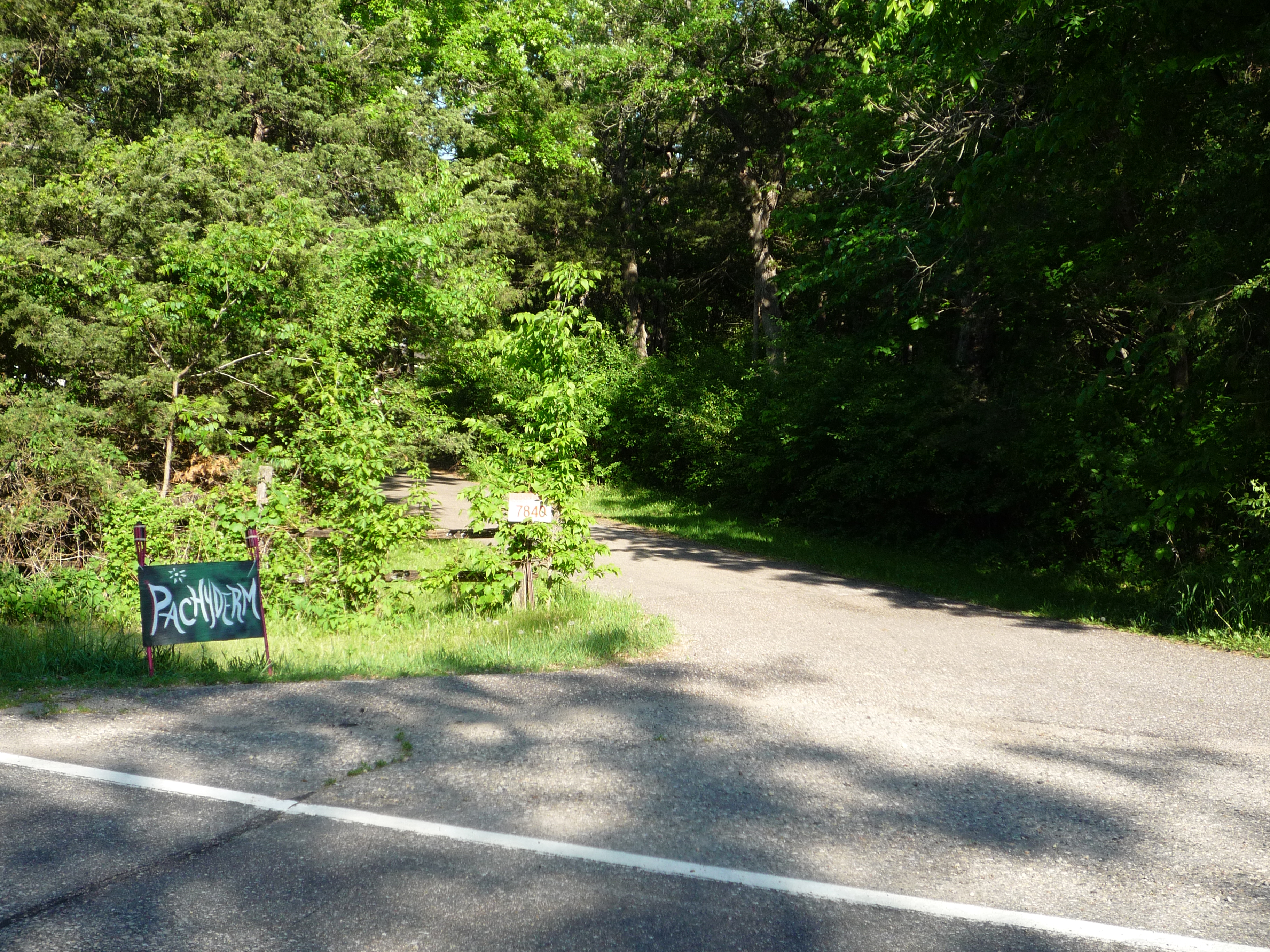
Inspelningen av In Utero skedde i Pachyderm Studio i Cannon Falls, Minnesota.

I februari 1993 tog sig Nirvana till Pachyderm Studio i Cannon Falls, Minnesota för att påbörja inspelningen av In Utero. För att undvika opåkallad uppmärksamhet bokades studion i bandnamnet The Simon Ritchie Bluegrass Ensemble istället för Nirvana; det påhittade bandnamnet var en anspelning på Sid Vicious födelsenamn John Simon Ritchie. Albini hade inte träffat bandmedlemmarna tidigare, även om de hade pratat tillsammans om vilket sorts album de ville producera. Albini kände av att Nirvana ville spela in precis den sortens album han själv var bekväm med att producera. Bandmedlemmarna bodde i ett hus i närheten av studion under dagarna de spelade in In Utero. Novoselic jämförde deras levnadsförhållanden med det sovjetiska systemet av koncentrationsläger kallat "gulag" och sade att det enda de gjorde under tiden de var där var att arbeta. Under större delen av inspelningen var det bara Nirvana, Albini och teknikern Bob Weston som var närvarande i studion. Nirvana gjorde det klart för DGC Records att de inte ville att skivbolaget skulle lägga sig i produktionen av In Utero och de gick så långt att de vägrade spela upp något låtmaterial för DGC Records A&R-representanter. Albini införde en policy att ignorera alla som inte var medlemmar av Nirvana, för att på så sätt få bort skivbolagets inblandning. Albini förklarade att alla som hade med Nirvana att göra, men inte var medlemmar av bandet var "de största skitstövlarna jag någonsin träffat" och han har även benämnt dem som "parasiter".
Början av inspelningen gick långsamt för Nirvana och Albini. Bandet anlände till Pachyderm Studio utan instrument och de första tre dagarna gick åt till att vänta på att de skulle anlända med posten. När instrumenten väl hade kommit fortskred inspelningen i ett relativt högt tempo. Inspelningsdagarna följde ungefär samma rutin där Nirvana började spela in mitt på dagen, gjorde ett uppehåll för lunch och middag och sedan spelade in igen fram till midnatt. Cobain, Novoselic och Grohl spelade in sina instrumentslingor tillsammans för nästan alla låtar. Undantagen var låtarna "Very Ape" och "tourette's", där Grohls trumslinga spelades in i ett kök i närheten av studion på grund av dess naturliga reverb. Albini använde sig av ungefär trettio stycken mikrofoner som han ställde runtomkring Grohls trumset när han spelade in trumslingorna. Cobain arbetade med att först spela in gitarrslingorna, sedan sina gitarrsolon och till sist sin sång. Nirvana gjorde sig inte av med något av det material de spelade in utan använde i slutändan nästan allt som spelats in i studion. Albini har sagt att han kände sig mer som en tekniker än en producent och trots sina egna åsikter lät han oftast Nirvana välja ut vilka tagningar de ville använda sig av i slutproduktionen. Albini sade även att Cobain visste vad han tyckte var acceptabelt och att Cobain visste hur han skulle förbättra de tagningar som var oacceptabla. Cobain spelade in all sin sång på runt sex timmar. Albumet var färdiginspelat den 18 februari, sex dagar efter inspelningsstart. Cobain hade från början trott att inspelningen skulle bli komplicerad (eftersom han hade hört rykten om att Albini skulle vara ett "sexistiskt svin"), men sade efteråt att inspelningen av In Utero var den lättaste inspelningen bandet någonsin hade haft. Det enda störande momentet skedde efter cirka en vecka när Courtney Love kom förbi studion, då hon ska ha saknat Cobain. Varken Nirvana, Love eller Albini har velat gå in på detaljer precis vad som hände när Love dök upp, men Westons flickvän (som skötte om matlagningen i studion) sade att Love skapade en negativ stämning i studion eftersom hon kritiserade Cobains arbete och konfronterade de andra bandmedlemmarna och Albini i tid och otid.
Mixningen tog fem dagar att genomföra och var klar den 26 februari. Enligt Nirvanas standard var detta en ganska snabb mixningsprocess, men för Albini var det tvärtom eftersom han brukade mixa hela album på en eller två dagar. När Nirvana och Albini körde fast i mixningsprocessen bestämde de sig för att ta ledigt resten av dagen och under dessa tillfällen tittade de på naturfilmer, tände eld på saker eller busringde.

### Kontroversen rörande produktionen och en ny mixning
Efter att inspelningen av In Utero var färdigställd skickades de omastrade versionerna av låtarna till flera personer, bland annat Geffen Records dåvarande VD Ed Rosenblatt. Cobain har sagt att den feedback Nirvana fick på dessa versioner främst var negativ. Cobain fick klagomål på att hans förmåga att skriva låttexter inte var tillräckligt bra, att In Utero inte gick att lyssna på och att det inte var säkert att albumet skulle bli lika uppskattat som Nevermind. Från början hade få personer från Geffen Records tyckt att Nirvana överhuvudtaget skulle spela in något tillsammans med Albini och Cobain kände det som att detta var ett outtalat meddelande till honom att slänga bort allt material de spelat in med Albini och börja om från början igen. Cobain blev upprörd över detta, men kände att han hade skapat ett album som han själv kunde tänka sig att lyssna på när han var hemma. Några av bandmedlemmarnas vänner gav dock låtmaterialet tummen upp och i april 1993 kände Nirvana att de ville släppa In Utero som det var. Cobain sade att det fanns många personer som ville att albumet skulle ha låtit som Nevermind, men att han inte hade några som helst planer på att spela in ytterligare ett sådant album.
Nirvana började ändå vid denna tidpunkt att tvivla på albumets sound. Cobain sade att den första gången han lyssnade igenom albumet kände han direkt att något inte stod rätt till. Han sade att under den första veckan lyssnade han knappt på In Utero eftersom han inte var intresserad av albumet. Cobain sade även att detta inte brukade hända och att han inte kände någon känslomässig anknytning till In Utero. Bandet kände att det främst var fel på basljudet och att det knappt gick att höra vad Cobain sjöng. De kontaktade Albini för att fråga honom om han kunde hjälpa dem att göra en ny mixning av In Utero. Albini vägrade göra detta eftersom han var rädd för att om han mixade om albumet skulle detta bara leda till mer oro från Nirvana i framtiden, vilket i sin tur skulle leda till att albumet aldrig blev helt färdigt. Nirvana kontaktade då istället Bob Ludwig som hjälpte dem att göra en ny mixning av albumet. Novoselic var nöjd med Ludwigs mixning, men Cobain hade fortfarande sina tvivel.

I maj 1993 träffades Nirvana och Scott Litt (på bilden) för att mixa om och förbättra "Heart-Shaped Box" och "All Apologies".

I en intervju med Chicago Tribune i april 1993 sade Albini att han var osäker på om Geffen Records skulle lansera albumet överhuvudtaget. Albini kommenterade flera år senare att hans uttalande var förhastat och att det var grundat på andrahandsinformation. Albinis uttalande i Chicago Tribune väckte inte några direkta reaktioner från varken Geffen Records eller Nirvana, men ett liknande uttalande i Newsweek en kort tid därefter fick större uppmärksamhet. Nirvana dementerade ryktena om att Geffen Records tvingade dem att ändra albumets sound och de sade att artikelns författare hade misstolkat vad som sagts. Bandet valde även att trycka upp sitt svar på en helsida i tidskriften Billboard. Rosenblatt gick ut med ett pressmeddelande där det klart och tydligt stod att Geffen Records skulle lansera Nirvanas nästa album och skivbolagets grundare, David Geffen, gjorde något så ovanligt som att personligen ringa upp Newsweek för att klaga på deras artikel.
Nirvana var fortfarande inte helt nöjda med albumet och de ville fortsätta arbeta med det. De funderade på att ta in producenten Scott Litt och för att mixa låtarna ville de ta hjälp av Andy Wallace, som tidigare hade arbetat med bandet på Nevermind. Albini blev upprörd över detta och sade att Nirvana inte fick lov att ändra på några låtar utan att han var inblandad i processen. Albini vägrade till en början att ge ifrån sig masterversionerna av låtarna, men gick med på det efter att Novoselic hade ringt upp honom. Nirvana valde att inte arbeta med Wallace utan istället att bara ta hjälp av Litt. I maj 1993 träffades Nirvana och Litt för att mixa om och förbättra låtarna "Heart-Shaped Box" och "All Apologies" i Bad Animals Studio i Seattle, Washington. En låt, "I Hate Myself and Want to Die", valdes bort från albumet eftersom Cobain kände att det redan fanns för många låtar på In Utero som till större delen bestod av oljud. I övrigt lämnades albumet som det tidigare var förutom att basljudet förstärkdes och att Cobains sång höjdes med cirka tre decibel. Albini var kritisk till den nya mixningen av albumet och ansåg att slutproduktionen inte alls lät som det han och Nirvana hade spelat in.

## Musik och låttext
Albini ville producera ett album som lät helt olikt Nevermind. Han tyckte att Neverminds sound var alldeles för kommersiellt och att det lät som vilket album som helst, något han inte tyckte var smickrande för Nirvana. Albinis avsikt var istället att spela in ett album med ett mer naturligt och känslomässigt sound. Albini vägrade använda sig av dubblering, vilket var något Nirvana hade använt sig av mycket på Nevermind. Albini fick istället Cobain att spela in sin sång ensam i ett resonantrikt rum. Albini märkte hur intensiv och kraftfull Cobains röst var och han nämnde att Cobain i slutet av låtarna "Milk It" och "Rape Me" ville skrika ut sin sång för att på så sätt överrösta resten av bandet. Albini fick fram det glesa trumljudet genom att använda ungefär trettio stycken mikrofoner, som han ställde runtomkring Grohls trumset när han spelade in trumslingorna. Albini lyckades då även fånga upp rummets naturliga reverb och han kommenterade med att säga: "Om du tar en bra trumslagare och sätter honom framför ett trumset som låter bra akustiskt och sedan bara spelar in det, då har du gjort ditt jobb."
Nirvanas levnadstecknare Michael Azerrad har skrivit att In Utero reflekterade de omvälvande känslor Cobain uppvisade innan albumet var färdigställt. Azerrad tog särskilt fasta på hur olika låtarna på albumet var, där han kallade "Dumb" för en typisk The Beatles-inspirerad låt och "Milk It" för ett exempel på en punkrocklåt. Azerrad uppmärksammade även hur den lugna "All Apologies" var helt skild från den apoplektiska "Scentless Apprentice" och skrev att det verkade som att Cobain hade gett upp den poppunk-blandning som han hade använt sig av på Nevermind. Cobain själv ansåg dock att In Utero varken var musikaliskt tyngre eller mer känslosamt än de album Nirvana tidigare hade lanserat. Novoselic höll med om Azerrads argument att In Utero var mer aggressivt och konstnärligt än något av bandets tidigare album. Han förklarade det med följande ord: "Det har alltid funnits låtar [av Nirvana] som 'About a Girl' och det har alltid funnits låtar som 'Paper Cuts' [...] Nevermind lät mer som 'About a Girl' medan detta album låter mer som 'Paper Cuts'." Cobain använde "Milk It" som exempel på en låt som var mer aggressiv och experimentell och att det var åt det hållet som Nirvanas musik lutade månaderna innan de började spela in In Utero. Novoselic ansåg att "All Apologies" och "Heart-Shaped Box" var inkörsportar som gav de andra låtarna på albumet ett mer strävt ljud. Novoselic har sagt i en intervju att när man lyssnade på In Utero skulle man känna av hur aggressivt albumet egentligen var.
Flera av låtarna på In Utero är skrivna flera år innan de spelades in och vissa av dem kan dateras till 1990. Cobain arbetade med låttexterna även när Nirvana spelade in i Pachyderm Studio. Han har dock sagt att han fokuserade mer på låttexterna under arbetet med In Utero än han tidigare hade gjort med både Bleach och Nevermind. Azerrad hävdade att låttexterna på In Utero var mer rakt på sak och inte lika impressionistiska som Nirvanas tidigare låttexter. Azerrad lade även märke till att mer eller mindre varenda låt berörde sjukdomar på ett eller annat sätt. Några av låtarna var inspirerade av böcker som Cobain hade läst: "Frances Farmer Will Have Her Revenge on Seattle" hämtade inspiration från William Arnolds bok Shadowland från 1978, vilken är en biografi om skådespelerskan Frances Farmer. Cobain hade varit fascinerad av boken ända sedan han läste den i sin ungdom och med titeln "Frances Farmer Will Have Her Revenge on Seattle" ville Cobain ha ett långt låtnamn för att gå emot den dåvarande trenden att använda sig av låtnamn som innehöll enbart ett ord. "Scentless Apprentice" var baserad på Patrick Süskinds bok Parfymen – berättelsen om en mördare. Denna bok handlar om parfymören Jean-Baptiste Grenouille, som är isolerad på grund av den känsla av obehag han väcker eftersom han saknar kroppslukt. Dock utvecklar Grenouille ett särdeles luktsinne och blir besatt av dofter och för att skapa parfymer mördar han unga flickor för att extrahera deras kroppsdofter.
Cobain sade i en intervju att det mesta av låtmaterialet från In Utero var väldigt opersonligt. Han sade även att fastän han precis själv hade blivit far var alla bilder på spädbarn och födslar på albumet där av en ren tillfällighet. Dock ansåg Azerrad att In Utero visst hade vissa personliga kopplingar och han fick medhåll av Grohl om detta. Grohl hade sagt att mycket av låtmaterialet på albumet handlade om sådant som Cobain själv hade upplevt och han sade även att det nu inte rörde sig om "tonårsångest" längre utan "rockstjärneångest". Cobain sade att trots att han hade blivit en världsstjärna ansåg han inte att han hade haft ett särskilt spännande liv. Han berättade för Azerrad att han inte kände för att skriva någon låt som handlade om hans avsky för massmedias rapportering om hans privatliv, men Azerrad påpekade att låten "Rape Me" verkade handla om just detta. Även om Cobain säger att låten skrevs innan det kom fram att han hade drogproblem visade han förståelse för att låten kunde tolkas på detta sätt. Cobain har dock sagt att refrängen i "Heart-Shaped Box" ("Hey, wait, I've got a new complaint") var ett exempel på hur han uppfattades av just massmedia. "All Apologies" var tillägnad Cobains fru Courtney Love och deras dotter Frances Bean Cobain. Cobain har sagt att även om låten i sig inte handlar om varken hans fru eller dotter, så menade han att stämningen i låten (som han beskrev som "lugn, lycklig och bekväm") var menad för dem. "Serve the Servants" innehåller kopplingar både till Cobains uppväxt och till hans liv som vuxen. Låtens öppningsrader "Teenage angst has paid off well, now I'm bored and old" visade vad Cobain kände över det faktum att Nirvana hade blivit populära. Cobain refererade även till sina föräldrars skilsmässa med både raderna "That legendary divorce is such a bore" och "I tried hard to have a father, but instead I had a dad, I just want you to know that I don't hate you anymore, there is nothing I could say that I haven't thought before". Cobain kommenterade detta genom att säga att han ville att hans far skulle veta att han inte hatade honom, men att han ändå inte hade någon lust att prata med honom.

## Albumnamn och förpackning
Cobain ville från början att namnet på albumet skulle vara I Hate Myself and I Want to Die, vilket var en mening som började dyka upp i hans dagbok runt mitten av 1992. Vid denna tidpunkt hade Cobain börjat använda meningen som svar när någon frågade honom hur han mådde. Cobain har dock sagt att detta albumnamn skulle ses som ett skämt eftersom han var trött på att alla, även han själv, tog Nirvana på så stort allvar. Novoselic övertygade Cobain att ändra albumnamnet då han var rädd att det annars skulle kunna resultera i en stämning av Nirvana. Namnet I Hate Myself and I Want to Die låg istället till grund för låten "I Hate Myself and Want to Die" som spelades in för albumet, men som togs bort från slutproduktionen; låten var från början placerad mellan "tourette's" och "All Apologies". Bandet funderade senare på att använda namnet Verse Chorus Verse, vilket var ett namn på en av Nirvanas låtar och även ett tidigare arbetsnamn för låten "Sappy", innan de slutligen bestämde sig för In Utero. Detta namn kom från en dikt skriven av Love.
Robert Fisher, albumets reklamformgivare, hade arbetat med Nirvana under hela deras tid på DGC Records. Han sade att Cobain brukade komma på idéerna för vad han ville ha för illustrationer och fotografier på albumen och singlarna, men att han sedan sade åt Fisher att det var upp till honom att göra något med hans idéer. Till singeln "All Apologies/Rape Me" sade Cobain till exempel bara till Fisher att han ville ha "något med sjöhästar" på skivomslaget. På skivomslaget av In Utero syns en transparent, anatomiskt korrekt docka med änglavingar fastsatta på ryggen. På baksidan syns ett kollage skapat av Cobain som består av konstgjorda foster och kroppsdelar som ligger utspridda på en bädd av orkidéer och liljor. Cobain själv beskrev albumets baksida med orden: "Sex och kvinna och In Utero och slidor och födslar och död." Cobain satte ihop kollaget hemma hos sig och det fotograferades av Charles Peterson som hävdade att han blev ditkallad efter ett oväntat telefonsamtal från Cobain. Albumets låtlista och symboler positionerades runt kanten av baksidan, med inspiration hämtad från Barbara G. Walkers bok The Woman's Dictionary of Symbols and Sacred Objects från 1988.

## Lansering och marknadsföring
In Utero släpptes den 1 september 1993 i Storbritannien, den 13 september 1993 i Sverige och den 21 september 1993 i USA. För att albumet inte skulle få för stor hype runt sig valde DGC Records att inte marknadsföra albumet på något storslaget sätt. I en intervju med Billboard förklarade skivbolagets marknadsföringschef att de främst tänkte stå bredvid och låta albumet sälja sig självt, som de tidigare hade gjort med Nevermind. Albumets marknad ansågs främst vara fans av alternativ rock samt pressen och därför trycktes albumet upp i LP-format för att möta efterfrågan därifrån. Till skillnad från de flesta av singlarna från Nevermind valde DGC Records att inte ha någon officiell lansering av någon av singlarna från In Utero i USA. Istället skickades promosingeln "Heart-Shaped Box" ut till flera olika radiostationer i början av september 1993, men DGC Records hade inte som mål att denna skulle ta sig upp på topp fyrtio på någon av topplistorna. Nirvana var säkra på att In Utero inte skulle sälja lika bra som Nevermind. Cobain sade att han var övertygad om att In Utero inte skulle uppnå en fjärdel av Neverminds försäljningssiffror, men han tog detta med ro eftersom han verkligen tyckte om albumet. Bandmedlemmarna marknadsförde albumet genom att spela in en trettio sekunder lång TV-reklam tillsammans med komikern Bobcat Goldthwait. Goldthwait var även öppningsakt åt Nirvana under deras In Utero-turné.
In Utero gick in på plats 1 på topplistan Billboard 200 och albumet sålde 180 000 exemplar i USA under den första veckan efter lanseringen. Dock vägrade butikskedjor som Walmart och Kmart att sälja albumet. Enligt The New York Times köpte inte Walmart in albumet på grund av för liten efterfrågan medan anställda på Kmart ansåg att albumet inte passade in i deras utbud. Sanningen var dock att båda butikskedjorna var rädda för att deras kunder skulle ta illa upp på grund av albumets baksida. DGC Records tog därför fram en annorlunda version av In Utero som började säljas i mars 1994. På dessa utgåvor är de konstgjorda fostren och kroppsdelarna borttagna och låten "Rape Me" är omdöpt till "Waif Me"; Cobain försökte dock från en början få låten omdöpt till "Sexually Assault Me". En talesman för Nirvana berättade att när Cobain och Novoselic var barn kunde de bara få tag på sin musik via de större butikskedjorna och det var därför de gick med på att censurera albumets baksida för att ge fler barn möjligheten att köpa deras album.
I oktober 1993 gav sig Nirvana ut på sin första USA-turné på två år. Albumets andra singel, "All Apologies/Rape Me", släpptes sedan i december samma år. I februari 1994 begav sig Nirvana ut på en tänkt sexveckors Europaturné, men delar av turnén ställdes in efter att Cobain tagit en drogöverdos i Rom, Italien den 6 mars. Cobain gick med på att gå igenom drogrehabilitering på Exodus Recovery Center i Los Angeles, Kalifornien, men kort efteråt rymde han därifrån. Han hittades död i sitt hem i Seattle, Washington den 8 april 1994 och dödsorsaken var ett hagelgevärsskott mot huvudet. Lanseringen av den tredje singeln från In Utero, "Pennyroyal Tea", drogs tillbaka efter att Cobain hade avlidit. Ett begränsat antal kopior av singeln hann dock säljas i Tyskland. I och med Cobains död klättrade In Utero upp på topplistan Billboard 200 igen, från plats 72 till plats 27.
2013, tjugo år efter albumets ursprungliga lansering, släppte Geffen Records tre olika utgåvor av albumet: en 20th Anniversary Edition innehållande tre LP, en 20th Anniversary Deluxe Edition innehållande två CD och en 20th Anniversary Super Deluxe Edition innehållande tre CD och en DVD. Under åtta timmar den 24 september 2013 erbjöd tre skivbutiker i USA sina kunder att få en gratis tatuering av Nirvanas smileylogotyp i samband med återlanseringen av In Utero. 2023, trettio år efter albumets ursprungliga lansering, släppte Geffen Records en 30th Anniversary Edition av In Utero.

## Mottagande och eftermäle
När In Utero lanserades fick albumet främst positiva reaktioner, även om vissa recensenter var kluvna till albumet. Stephen Thomas Erlewine från Allmusic skrev att albumet kändes som "Cobains självmordsbrev" och han ansåg att Albinis sound passade perfekt samman med Cobains nihilistiska texter. Erlewine skrev även att han tyckte att det var synd att låtar som "Verse Chorus Verse" och "I Hate Myself and Want to Die" förpassades till samlingsalbum istället för att vara med på In Utero men att han i slutändan ändå ansåg att detta album var uppsåtligen svårhanterligt, vilket han menade på ett positivt sätt. Erlewine gav albumet betyget 5 av 5. Eamonn Stack från BBC Music ansåg att med detta album kunde Nirvana vara sig själva igen och han beskrev dem som antihjältar. Stack skrev i sin positiva recension av albumet att med In Utero får man följa med in under Cobains hud till alla de demoner han slogs mot dagligen och han beskrev albumet som en dagbok fylld med alla de konsekvenser som uppstår i och med att man blir världskänd. Raziq Rauf från Drowned in Sound beskrev In Utero som Nirvanas mest kommersiella album även om han skrev att Cobain med en viss desperation inte ville göra en direkt uppföljare till Nevermind. Rauf fortsatte sin positiva recension med att skriva att albumet visar att Nirvana har mognat jämfört med tidigare album och att In Utero har en viss mångfald som varken Bleach eller Nevermind hade. David Browne från Entertainment Weekly skrev att även om albumet saknar en låt i samma klass som "Smells Like Teen Spirit" ansåg han att låtarna "Frances Farmer Will Have Her Revenge on Seattle" och "Pennyroyal Tea" var några av bandets mest kraftfulla låtar någonsin. Browne ansåg även att vissa delar av "Heart-Shaped Box" uppvisade en ny och mer ömsint sida av Nirvana. Browne gav albumet betyget B+.
John Mulvey från New Musical Express beskrev In Utero som ett väldigt förvirrat album. Han skrev att det varken var självdestruktivt, nihilistiskt eller en direkt uppföljare till Nevermind. Mulvey ansåg att In Utero var ett kärleksbrev som skriks ut av den man som är rädd för den belåtenhet han hittat i livet. Mulvey gav albumet 8 av 10 i betyg, men han skrev samtidigt att albumet inte var lika revolutionerande som Nevermind. David Fricke från Rolling Stone kallade albumet för lysande, rasande och tankeväckande men att det mer än något annat visar på viljans triumf. Fricke skriver att In Utero är fullt med påhopp mot både fans och media och han kallar Cobain för "Generation X:s John Lennon". Fricke gav albumet 4,5 av 5 i betyg. Ben Thompson från The Independent skrev i sin positiva recension att In Utero mycket oftare var ett vackert album snarare än ett fult, rent musikaliskt sett. Han var glad över att Nirvana valde att negligera den typiska punkrocken för något som han tyckte var mer passande. Robert Christgau från The Village Voice kallade In Utero för ett svårt album, men gav det ändå betyget A-; ett betyg som senare ändrades till ett A. Christopher John Farley från Time anser att Nirvana med detta album blev pånyttfödda. Farley skrev att Nirvana med Nevermind byggde upp grungekulturen och med In Utero rev ned den. Farley avslutade sin positiva recension med att säga att "Nirvana kanske inte betyder himmelriket, men trions senaste album är väldigt nära att vara gudomligt."
In Utero hamnade överst på Rolling Stones lista över de bästa albumen från 1993 och på plats två på The Village Voices motsvarande lista Pazz & Jop. The New York Times tog med albumet på sin lista över de tio bästa albumen från 1993 och albumet nominerades i kategorin Best Alternative Music Album vid Grammy Awards 1994. 2003, tio år efter albumets ursprungliga lansering, uppmärksammades albumet i en artikel i tidskriften Guitar World. I artikeln kallade Nirvanas levnadstecknare Charles R. Cross In Utero för ett bättre album än Nevermind och skrev att det än idag fortsätter att influera andra band. Samma år utsåg Pitchfork In Utero till det trettonde bästa albumet från 1990-talet och året efter hamnade albumet på plats 94 på Blenders lista "100 Greatest American Albums of All Time". Q placerade In Utero på plats 20 på deras lista "The Best 50 CD's of the Last 15 Years" och samma tidskrift har även listat albumet på listorna "Q Readers All Time Top 100 Albums" (plats 63), "Q Readers 100 Greatest Albums Ever" (plats 11), "Q Readers Best Albums Ever" (plats 22) "Album of the Year" 1993 samt att In Utero placerade sig som ett av albumen på listan "In Our Lifetime: Q's 100 Best Albums" och på listan "50 Heaviest Albums of All Time". 2005 satte Spin albumet på plats 51 på sin lista "100 Greatest Albums 1985–2005" och tio år senare placerade tidskriften albumet på plats 28 på listan "The 300 Best Albums of the Past 30 Years (1985–2014)". Rolling Stone hade med In Utero på plats 435 när de gjorde sin lista "The 500 Greatest Albums of All Time". In Utero har certifierats för 6× platina i Kanada, 5× platina i USA och platina i Frankrike. I Sverige har In Utero certifierats för guld.

## Låtlista
Alla låtar är skrivna och komponerade av Kurt Cobain, om inte annat anges. 
| Nr           | Titel                                             | Kompositör                          | Längd |
| ------------ | ------------------------------------------------- | ----------------------------------- | ----- |
| 1.           | Serve the Servants                                |                                     | 3:37  |
| 2.           | Scentless Apprentice                              | Cobain, Krist Novoselic, Dave Grohl | 3:48  |
| 3.           | Heart-Shaped Box                                  |                                     | 4:42  |
| 4.           | Rape Me                                           |                                     | 2:50  |
| 5.           | Frances Farmer Will Have Her Revenge on Seattle   |                                     | 4:10  |
| 6.           | Dumb                                              |                                     | 2:32  |
| 7.           | Very Ape                                          |                                     | 1:56  |
| 8.           | Milk It                                           |                                     | 3:55  |
| 9.           | Pennyroyal Tea                                    |                                     | 3:37  |
| 10.          | Radio Friendly Unit Shifter                       |                                     | 4:51  |
| 11.          | tourette's                                        |                                     | 1:35  |
| 12.          | All Apologies                                     |                                     | 3:51  |
| 13.          | Gallons of Rubbing Alcohol Flow Through the Strip | Cobain, Novoselic, Grohl            | 7:28  |
| Total längd: | Total längd:                                      | Total längd:                        | 48:52 |

## Medverkande
- Kurt Cobain – sång, sologitarr, fotografi och design
- Krist Novoselic – elbas
- Dave Grohl – trummor

### Övriga medverkande
| - Kera Schaley – cello på "All Apologies" och "Dumb" - Steve Albini – producent och inspelningstekniker - Bob Weston – tekniker - Scott Litt – mixning av "Heart-Shaped Box" och "All Apologies" - Adam Kasper – inspelningstekniker - Gary Gersh – A&R - Robert Fisher – design och fotografi - Alex Grey – illustration - Rodger Ferris – illustration - Michael Lavine – fotografi | - Karen Mason – fotografi - Wendy O'Connor – fotografi - Charles Peterson – fotografi - Neil Wallace – fotografi - Bob Ludwig – mastering - Cali Thornhill DeWitt – modell på CD-skivan - Steve Rooke – mastering på 20th Anniversary Deluxe Edition - Anton Corbijn – fotografi på 20th Anniversary Deluxe Edition - Jesse Frohman – fotografi på 20th Anniversary Deluxe Edition - Steve Gullick – fotografi på 20th Anniversary Deluxe Edition |

## Topplistor
| Land eller världsdel | Högsta listplacering |
| -------------------- | -------------------- |
| Australien           | 2                    |
| Belgien              | 47                   |
| Finland              | 6                    |
| Frankrike            | 2                    |
| Japan                | 13                   |
| Kanada               | 3                    |
| Nederländerna        | 4                    |
| Norge                | 7                    |
| Nya Zeeland          | 3                    |
| Schweiz              | 16                   |
| Storbritannien       | 1                    |
| Sverige              | 1                    |
| Tyskland             | 14                   |
| USA                  | 1                    |
| Österrike            | 8                    |

## Certifikat
| Land eller världsdel | Certifikat |
| -------------------- | ---------- |
| Brasilien            | Guld       |
| Frankrike            | Platina    |
| Italien              | Guld       |
| Kanada               | 6× platina |
| Norge                | Guld       |
| Nya Zeeland          | 3× platina |
| Polen                | Guld       |
| Storbritannien       | 2× platina |
| Sverige              | Guld       |
| Tyskland             | Guld       |
| USA                  | 5× platina |
| Österrike            | Guld       |